# Меґґі Барнс
Меґґі Ба́рнс (англ. Maggie Pauline Barnes (Hinnant); 6 березня 1882 року, Блек Крік, Вілсон, Північна Кароліна, США — 19 січня 1998 року, Кенлі, Джонсон, Північна Кароліна, США) — американська довгожителька, займає 20 місце в списку найстаріших верифікованих людей за всю історію. Незважаючи на поважний вік (115 років, 319 днів) вона ніколи не була найстарішою довгожителькою ні в масштабах планети, ні в масштабах США (займала друге місце після Сара Кнаус).Є найстарішою верифікованою людиною, яка будь-коли жила в штаті Північна Кароліна.

## Життєпис
Меґґі Паулін Хіннант народилася 6 березня 1882 року в місті Блек Крік, округ Вілсон, штат Північна Кароліна, США в сім'ї колишніх рабів. 22 жовтня 1899 року вийшла заміж за фермера-орендаря Вільяма Оранджі Барнса, який жив в її рідному місті. У них було 15 дітей, з яких на момент її смерті в живих залишилось четверо. Родина переїхала в місто Кенлі, округ Вілсон, штат Північна Кароліна в 1904 році, де Меґґі і прожила решту свого життя. Барнс померла 19 січня 1998 року у віці 115 років і 319 днів від ускладнень викликаних невеликою інфекцією ноги.
ЇЇ родичі заявляли про те, що вона була старша на рік, вказуючи на дату в свідоцтві про народження, яка не співпадала з даними перепису населення. Тим не менш, офіційно, її датою народження і по цей день рахується 6 березня 1882 року.

## Рекорди довголіття
- Входила в десятку найстаріших повністю верифікованих довгожителів за всю історію (станом на 15 квітня 2018 року займає 20-е місце).
- Входить в десятку найстаріших повністю верифікованих довгожителів США в історії (станом на 15 квітня 2018 року займає 8-е місце).
- Є найстарішим повністю верифікованим довгожителем штату Північна Кароліна за всю його історію.
- Є одним з найстаріших представників негроїдної раси в історії.
- Була останньою живою людиною, що народилась в 1882 році.